# Ochroplutodes hova
Ochroplutodes hova là một loài bướm đêm trong họ Geometridae.